# Пињата
Пињата (шп. piñata) назив је за врећу направљену од папирне каше, старе и посебне грнчарије или тканине. Обично се украшава и пуни малим играчкама и слаткишима. На крају прославе која је прати, пињата се разбија, а деца сакупљају просуте играчке и слаткише. Потиче из Кине, одакле ју је донео венецијански истраживач и трговац Марко Поло у 14. веку. Назив потиче од италијанске речи pignatta у значењу „лонац”.
Европљани су убрзо овај предмет заборавили, али се традиција преселила преко океана. Наиме, шпански конкистадори су пињате понели са собом у Мексико. Да оне ипак не буду у потпуности заборављене допринело је и то што су средњоамерички народи попут Астека такође упражњавали овакву традицију. Заправо, они су средином децембра разбијали лонце поводом слављења рођендана бога Вицилопочтлија. Према историјским записима, мексичка традиција пињате започета је у северном граду Аколману, близу Мексико Ситија. Данас је нераскидиви део мексичке културе.

## Историја
Мада пињате у савременом свету обично служе у сврху додатне забаве на најчешће дечјим забавама, имају дугу и чињеницама богату историју. Порекло вуку из старе Кине. Венецијански трговац Марко Поло пропутовао је ову источноазијску земљу и приликом путовања посматрао многе локалне традиције, укључујући и оне новогодишње. Једна од њих је укључивала украшену папирну краву или вола, а који су се правили приликом фестивалских дана. Обележавани су симболима и бојама среће и изобиља и испуњавани петорим врстама семена. На крају дана, разбијани су ударцима разнобојним палицама. Остаци су спаљивани, а пепео чуван као амајлија за добру срећу.
У 14. веку, Поло је овај обичај пренео у Европу и упознао шире слојеве становништва са њом. Европски католици су почели да ове предмете да користе за време коризме (часни пост), при чему су их назвали пињатама (итал. pignatta — „лонац”). Посебно упориште пињате су стекле у Шпанији, где су биле део ритуала током прве недеље поста, назване субота или плес пињатâ. Што се тиче одлика изворне италијанске речи, њено пуно значење обухвата грнчарију. Оцењује се да је одабран баш тај назив, јер су прве пињате прављене тако што су земљани лонци украшавани и пуњени воћем и другим посластицама. Етимологија речи изводи се од латинског pigna у значењу „шишарка”.
Међутим, традиција бојења, пуњења и разбијања грнчарије током хришћанских празника запуштена је у Европи кроз наредна два века. Прилике колонијалног доба једино је што их је сачувало од потпуног заборава. 15. и 16. век представљају период великих географских открића. Међу истраживачима тог доба били су и шпански конкистадори, који су у шеснаестом столећу са собом понели пињате и са њима упознали становништво Мезоамерике. Ова европска тековина радо је прихваћена међу локалним становништвом, јер су и Маје, Астеци и остали домороци такође ломили грнчарију. Свештеници су глинене лонце пунили даровима и украшавали шареним перјем. Постављали су их пред ноге идолима и ломили посебним палицама. На тај начин би дарови пали пред божје ноге.
На основу историјских записа, утврђено је да је пињата први пут код европских хришћана, и то у религијске сврхе, искоришћена 1586. у Аколману, данашњој савезној држави Мексико, северно од престонице Мексико Ситија. Тамошњи свештеници, припадници реда августинаца, изменили су пињате донете из Европе и основали мексичку верзију празника Лас Посадас, чији се датум одржавања поклапа са прославом рођења астечког бога Вицилопочтлија.
Поставља се питање како је пињата уклопљена у хришћанске обичаје. Према мексичком католичком схватању и катехизису, пињата представља борбу човека са искушењима. Седам кракова, колико су сви примерци спочетка имали, представља седам смртних грехова — охолост односно гордост, шкртост односно среброљубље, блудност односно разврат, завист, неумереност у јелу и пићу, срдитост односно гнев и лењост односно очајање у њему. Лонац представља зло, а воће и посластице у њему искушења. Особа са палицом носи повез преко очију и представља веру. Певање и вртење особе која удара симболизују дезоријентисаност изазвану искушењем. Особа се врти тридесет и три пута, колико је Исус имао година на самрти. Ударање пињате означава борбу са злом, а разбијање победу, која за собом повлачи слаткише, награду због задржавања вере.
У савременог добу, пињата је изгубила верски значај, али се и даље сматра нераскидивим делом мексичке традиције. Користи се током целе године, не само приликом прославе децембарског Лас Посадаса. Земљани лонац је замењен шупљом конструкцијом од папирне каше. Користи се као завршница рођендана, журки и других забава. Гости обрћу организатора прославе, који потом покушава да удари пињату. При томе остали певају, навијају и наводе га. По разбијању, сви заједно купе слаткише и играчке.

## Пињате у Мексику
Већина људи који познају појам пињате повезује га са Мексиком. Вештина прављења ових играчака део је свеобухватног мексичког заната картонерије (шп. cartonería), појам који се односи на било коју врсту креативности произашлу из употребе папира и картона. Музеј савремене уметности Мексико Ситија од 2007. године одржава Такмичење мексичких пињата (Concurso de Piñatas Mexicanas), са наградама за прво, друго и треће место — петнаест, десет, односно пет хиљада пезоса. Званична сврха такмичења огледа се у очувању обичаја и њиховог вредновања.
Познати мексички уметници попут Давида Гамеза и Сесилије Меаде залажу се за коришћење пињата у уметничке сврхе. Сматрају да украшавање грнчарија подстиче креативност. Стога су уз помоћ пријатеља и других уметника у фебруару 2010. организовали Пињатараму (шп. Piñatarama), током које је двадесет и пет примерака од папирне каше постало део поставке Галерије Вертиго у Мексико Ситију. У изради сваког артикла учествовали су уметници из двадесет и три државе света, са свих континената и регија, међу којима су били и светски познате личности. У Тепатитлану, у савезној држави Халиско, 2010. године је направљена највећа традиционална седмокрака пињата. Пречника је 11,2 метра и масе 350 килограма, а направљена од фибергласа. Наследила је примерак из Пенсилваније направљен 2008. и постала део Гинисове књиге рекорда.
У Мексику, пињате се традиционално праве од посебних земљаних лонаца названих ола пињатера (шп. olla piñatera). Они представљају тело ове играчке, док остатак предмета чине украси, боје и слаткиши којима је испуњен. Ипак, услед мање цене и веће доступности, лонце су већином заменили папирна и картонска каша, која служи као украс за балонско или од других јефтиних материјала направљено тело. Сем економских разлока, код родитеља и старатеља постоји и бојазан да се деца могу посећи парчадима поломљене грнчарије.
Данашње пињате већином су комерцијализоване. Ретко ко их прави, већ оде и продавницу и купи за не претерано велику суму новца. Овакве играчке, које праве велика и мала предузећа, могу се купити и разним облицима и величинама, па чак и ликовима из популарне културе, са телевизије или из анимираних и стрип-серија.
У време Божића, пињате се према обичају ручно праве. Пуне се воћем и слаткишима као што су чоколадице, гуава, поморанџе, хикама (мексички јам), парчад шећерне трске, техокоте (мексички глог) и бомбоне. Уколико домаћин одлучи да за децу направи неколико пињата, а не само једну, поједини примерци могу бити замка — испуњени брашном, конфетима или водом. Ако, пак, има велики број деце у односу на количину играчака и слаткиша, као резерва се спремају коласионеси (шп. colaciónes), утешне корпице испуњене посластицама које се дају особама које нису успеле да покупе слаткише.

## Занимљивости
Аколман, град утемељивач мексичке традиције пињата, од 1985. организује годишњи Светски сајам пињата (шп. Feria de la Piñata de Acolman) средином децембра. Сајам је отвореног типа и укључује одржавање културних догађаја, бесплатних радионица у којима се посетиоци подучавају картонерији, пињата надметања, а завршава се заједничком прославом Лес Посадаса. Процењује се да је на двадесет и петом конкурсу (децембар 2010) било сто хиљада посетилаца.
Пињате производи око четиристо породица из града Сан Хуан де ла Пуерта, на југу савезне државе Гванахуато. Свеукупно произведу око шеснаест хиљада примерака месечно, што се продајом преиначује у суму новца довољну да задовољи потребе половине становништва. Остатак људи кућни буџет пуни бављењем пољопривредом. Картонерију је у град 1960. године донео занатлија Хуан Ремихио Ангијано (шп. Juan Remigio Anguiano), који се у варошицу преселио након вишегодишњег живота у Мексико Ситију. Овакве играчке из Сан Хуана де ла Пуерте спадају у квалитетне и продају се широм Мексика.
Најпогодније време за продају пињата свакако је децембар, период Лес Посадаса. У односу на остале месеце, продаја је крајем године неупоредиво већа. Што се тиче популарности на вишегодишњем нивоу, и тржиште пињата доживело је пад због економске кризе. Тако је, на пример, током 2008. продато за трећину мање артикала него претходне, 2007. године.
Звездолике и лоптасте пињате са крацима спадају у најпродаваније, најобичније и најпростије примерке. Међутим, удео артикала направљених по угледу на ликове из серијала или чак праве људе, као што су познати певачи и певачице или холивудски глумци из године у годину расте. Поједине процене указују на то да би у скорој будућности могли потиснути традиционалне врсте. Међутим, проблем настаје када се продају пињате које због превелике сличности са заштићеним ликовима крше ауторска права. Тако је мексичка полиција у марту 2010. према захтеву Марвела затворила неколико радњи у Мексико Ситију са спорним дезенима. Продавци у одбрану тврде да не могу угрозити велика предузећа и да су годинама без проблема за инспирацију користили анимиране ликове. Амерички граничари су исте године запленили одређен број пињата у облику Дизнијевих и других ликова, а као разлог навели несагласност за Законом о ауторским правима. Поједини примерци су уништени под сумњом да садрже недозвољене опојне супстанце.
Продавнице пињати називају се пињатеријама (шп. piñateria). С годинама је формирана и тржишна ниша, која представља продају ових играчака са темама за одрасле. У највећем броју случајева, то су примерци шаљиве природе, обично обличја познатих личности негативне популарности. У другом случају, у питању су еротске пињате обличја егзотичних плесачица и стриптизета. Према продавцима, најпопуларнији су артикли облика плавокосе жене и црнокосог мушкарца. Сем слаткиша, овакве играчке испуњене су додацима као што су кондоми. Године 2006. произведена је, издата и емитована телевизијска серија Вива пињата. Радња се врти око пињати које се међусобно надмећу како би баш оне биле изабране за употребу на дечјим рођенданским забавама. Серијал је пропратила и истоимена видео-игрица, коју је Мајкрософт произвео за Иксбокс.